# Tonbridge and Malling
Tonbridge and Malling es un distrito no metropolitano con el estatus de municipio, ubicado en el condado de Kent (Inglaterra). Fue constituido el 1 de abril de 1974 bajo la Ley de Gobierno Local de 1972 como una fusión del distrito urbano de Tonbridge, el distrito rural de Malling y los pueblos de Hadlow y Hildenborough, ambos en el distrito rural de Tonbridge.

## Geografía
Según la Oficina Nacional de Estadística británica, Tonbridge and Malling tiene una superficie de 240,13 km².

## Demografía
Según el censo de 2001, Tonbridge and Malling tenía 107 561 habitantes (48,94% varones, 51,06% mujeres) y una densidad de población de 447,93 hab/km². El 21,54% eran menores de 16 años, el 71,86% tenían entre 16 y 74 y el 6,6% eran mayores de 74. La media de edad era de 38,54 años. 
La mayor parte (95,39%) eran originarios del Reino Unido. El resto de países europeos englobaban al 1,87% de la población, mientras que el 0,82% había nacido en África, el 1,02% en Asia, el 0,47% en América del Norte, el 0,09% en América del Sur, el 0,32% en Oceanía y el 0,02% en cualquier otro lugar. Según su grupo étnico, el 98,28% de los habitantes eran blancos, el 0,7% mestizos, el 0,5% asiáticos, el 0,14% negros, el 0,2% chinos y el 0,17% de cualquier otro. El cristianismo era profesado por el 76,13%, el budismo por el 0,15%, el hinduismo por el 0,16%, el judaísmo por el 0,12%, el islam por el 0,3%, el sijismo por el 0,07% y cualquier otra religión por el 0,24%. El 15,01% no eran religiosos y el 7,83% no marcaron ninguna opción en el censo.
El 40,68% de los habitantes estaban solteros, el 45,63% casados, el 1,78% separados, el 6,06% divorciados y el 5,85% viudos. Había 42 735 hogares con residentes, de los cuales el 24,2% estaban habitados por una sola persona, el 8,22% por padres solteros con o sin hijos dependientes, el 66,19% por parejas (56,71% casadas, 9,48% sin casar) con o sin hijos dependientes, y el 1,39% por múltiples personas. Además, había 1020 hogares sin ocupar y 144 eran alojamientos vacacionales o segundas residencias.